# 第二次蚌埠戰鬥
蚌埠戰鬥發生於1927年11月14日－16日，交戰地點則是在中國皖北，是北洋時期的戰鬥之一。蚌埠戰鬥的交戰雙方，一方為第一軍劉  歭，另一方十師鄭俊彥所轄軍隊。

## 參看
- 中華民國北洋政府時期內戰戰鬥列表